# Dighton (Kansas)
Dighton is een plaats (city) in de Amerikaanse staat Kansas, en valt bestuurlijk gezien onder Lane County.

## Demografie
Bij de volkstelling in 2010 werd het aantal inwoners vastgesteld op 1038.

## Geografie
Volgens het United States Census Bureau beslaat de plaats een oppervlakte van
2,3 km², geheel bestaande uit land.

## Plaatsen in de nabije omgeving
De onderstaande figuur toont nabijgelegen plaatsen in een straal van 52 km rond Dighton.